# Bhutan tại Thế vận hội
Kỳ Thế vận hội đầu tiên Bhutan tham gia là Thế vận hội Mùa hè 1984 ở Los Angeles.
Kể từ đó đến năm 2008, Bhutan chỉ có các đại diện ở môn bắn cung. Bắn cung là môn thể thao quốc gia của Bhutan. Kunzang Choden là vận động viên (VĐV) đầu tiên không phải cung thủ của Bhutan tại Thế vận hội Mùa hè 2012. Cô tranh tài ở nội dung súng trường hơi 10 mét nữ. Đoàn Bhutan kỳ năm 2012 không có thành viên nam. Bhutan chưa giành được huy chương Olympic. Dù là quốc gia nhiều đồi núi, Bhutan chưa từng tham dự Thế vận hội Mùa đông.
Ủy ban Olympic Bhutan được thành lập năm 1983 và được công nhận bởi Ủy ban Olympic Quốc tế cùng năm.

## Bảng huy chương

### Thế vận hội Mùa hè
| Thế vận hội         | VĐV          | Môn tham dự | Vàng | Bạc | Đồng | Tổng số | Xếp thứ |
| Los Angeles 1984    | 6            | 1           | 0    | 0   | 0    | 0       | –       |
| Seoul 1988          | 3            | 1           | 0    | 0   | 0    | 0       | –       |
| Barcelona 1992      | 6            | 1           | 0    | 0   | 0    | 0       | –       |
| Atlanta 1996        | 2            | 1           | 0    | 0   | 0    | 0       | –       |
| Sydney 2000         | 2            | 1           | 0    | 0   | 0    | 0       | –       |
| Athens 2004         | 2            | 1           | 0    | 0   | 0    | 0       | –       |
| Bắc Kinh 2008       | 2            | 1           | 0    | 0   | 0    | 0       | –       |
| Luân Đôn 2012       | 2            | 2           | 0    | 0   | 0    | 0       | –       |
| Rio de Janeiro 2016 | 2            | 2           | 0    | 0   | 0    | 0       | –       |
| Tokyo 2020          | chưa diễn ra |             |      |     |      |         |         |
| Paris 2024          | chưa diễn ra |             |      |     |      |         |         |
| Los Angeles 2028    | chưa diễn ra |             |      |     |      |         |         |
| Tổng số             | Tổng số      | Tổng số     | 0    | 0   | 0    | 0       | –       |